# Ho voglia di te (film)
Ho voglia di te è un film del 2007, diretto da Luis Prieto, tratto dall'omonimo romanzo di Federico Moccia, uscito nelle sale il 9 marzo 2007. Il film è il seguito di Tre metri sopra il cielo.

## Trama
Dopo aver trascorso due anni in America per dimenticare Babi, allontanarsi dalla madre e cercare di non pensare più alla morte del migliore amico Pollo, Step torna a Roma, consapevole che tutto può ricominciare da un momento all'altro. Per uno stupido imprevisto, conoscerà l'estroversa e esuberante Ginevra Biro detta Gin, una ragazza che, in una delle ultime scene del film, si scopre che seguiva già da molto tempo Step ed era stata da sempre innamorata di lui, anche prima che Step conoscesse Babi. I due vivranno una storia d'amore fatta di alti e bassi, ma quando Step viene invitato ad una festa con i vecchi amici, incontra di nuovo Babi, cresciuta e bellissima, che lo porta nelle vicinanze del luogo della loro prima volta, dove fanno l’amore. Quest'ultima poi confessa a Step che aveva voglia di vederlo, dicendogli anche che dopo pochi mesi si sposerà. Step confessa a Gin di aver visto Babi e così Gin, sentendosi tradita e delusa, lascia Step. Ma alla fine, dimostrandole di amarla davvero, Step riesce a farsi perdonare con una meravigliosa foto di un loro bacio davanti alla casa della ragazza, seguita dalla scritta "ho voglia di te".

## Accoglienza e critica
Dopo l'uscita nelle sale di Ho voglia di te, il critico Paolo Mereghetti ha definito la pellicola un esempio di non-cinema.

## Colonna sonora
Le musiche originali del film sono state composte da Ivan Iusco e mixate presso il Forum Music Village. A marzo 2007 viene pubblicato il CD contenente una selezione di 20 brani tratti dalla colonna sonora del film.
Tracce
1. Ti scatterò una foto (Tiziano Ferro)
2. Cold water (Damien Rice)
3. Hear me out (Frou Frou)
4. La paura che... (Tiziano Ferro)
5. Hold on (Good Charlotte)
6. The passenger (Iggy Pop)
7. Lovelight (Robbie Williams)
8. Coming Around Again (Simon Webbe)
9. Love is blindness (Cassandra Wilson)
10. Danza nel buio (La Menade)
11. Tarantula (Faithless)
12. So far (Ivan Iusco)
13. Adventures (Ivan Iusco)
14. Ho voglia di te (Ivan Iusco)
15. Missing you (Ivan Iusco)
16. Me and the amplifier (Ivan Iusco)
17. The race (Ivan Iusco)
18. The strange stone (Ivan Iusco)
19. So far (Reprise) (Ivan Iusco)
20. Over the sky (Ivan Iusco)

Nel film appaiono anche, in un cameo, Thomas De Gasperi e Matteo Maffucci del duo musicale italiano Zero Assoluto (nella scena della trasmissione televisiva in cui poi entra Gin portando la busta), e il cantante Francesco Sarcina, quest'ultimo visibile nella scena in cui Step dà un pugno ad uno dei produttori televisivi che ha tentato di violentare Eleonora.

## Remake
Nel 2012 è stato realizzato un remake del film, intitolato Tengo ganas de ti. Il film è una produzione spagnola diretta da Fernando González Molina ed interpretata da Mario Casas, Clara Lago e María Valverde.

## Differenze rispetto al precedente
In questo film la madre di Step è interpretata da Caterina Vertova, mentre in Tre metri sopra il cielo era interpretata da Gianna Paola Scaffidi.
Inoltre Step e Babi non hanno il tatuaggio, il cuore alato, che li univa in Tre metri sopra il cielo.

## Effetti sulla cultura di massa
Step, come gesto d'amore verso Gin, attacca al lampione un lucchetto, per poi buttare la chiave nel fiume. Dopo il successo del film, innumerevoli coppie di fidanzati hanno fatto lo stesso, sia a Roma che in molti altri luoghi romantici d'Italia. Nel 2012 il comune di Roma ha dovuto disporre la rimozione di tutti i lucchetti, a causa dell'eccessivo peso che rendeva a rischio cedimento i lampioni a cui erano attaccati.